# Kreis Artern
| Basisdaten                                           | Basisdaten                                                |
| ---------------------------------------------------- | --------------------------------------------------------- |
| Bezirk der DDR                                       | Halle                                                     |
| Kreisstadt                                           | Artern                                                    |
| Fläche                                               | 473 km² (1989)                                            |
| Einwohner                                            | 54.274 (1989)                                             |
| Bevölkerungsdichte                                   | 115 Einwohner/km² (1989)                                  |
| Kfz-Kennzeichen                                      | K und V (1953–1990) KA und VA (1974–1990) ART (1991–1995) |
|                                                      |                                                           |
| Der Kreis Artern im Bezirk Halle (anklickbare Karte) |                                                           |

Der Kreis Artern war ein Landkreis im Bezirk Halle der DDR. Von 1990 bis 1994 bestand er als Landkreis Artern im Land Thüringen fort. Sein Gebiet liegt heute zum größten Teil im Kyffhäuserkreis in Thüringen. Der Sitz der Kreisverwaltung befand sich in Artern.

## Geographie

### Lage
Der Kreis Artern lag im äußersten Südwesten des Bezirkes Halle. Hier im Kreis befinden sich folgende Höhenzüge: das Kyffhäusergebirge, der östliche Teil der Hainleite, die Hohe Schrecke, Schmücke und die nördlichen Teile der Finne. Die unteren Teile der Einzugsgebiete der Helme  und der Wipper einschließlich deren Mündung in die Unstrut befinden sich im Kreisgebiet. Somit befindet sich der gesamte Kreise im Einzugsgebiet der Unstrut. Der Süden des Kreises reicht in die Niederungen des Thüringer Beckens hinein.

### Größte Orte
Die größten Orte neben der Kreisstadt Artern waren die Städte Bad Frankenhausen, Heldrungen, Wiehe und die Gemeinde Roßleben.

### Nachbarkreise
Der Kreis Artern grenzte im Uhrzeigersinn im Norden beginnend an die Kreise Sangerhausen, Querfurt, Nebra, Sömmerda und Sondershausen.

## Geschichte
Am 25. Juli 1952 kam es in der DDR zu einer umfassenden Kreisreform, bei der unter anderem die Länder ihre Bedeutung verloren und neue Bezirke gebildet wurden. Der Kreis Artern wurde neu gebildet aus:
- den Gemeinden Bilzingsleben, Bretleben, Donndorf, Etzleben, Gorsleben, Hauteroda, Heldrungen, Hemleben, Kannawurf, Langenroda, Nausitz, Oberheldrungen, Reinsdorf, Sachsenburg und Wiehe aus dem aufgelösten Landkreis Kölleda,
- den Gemeinden Bottendorf, Roßleben, Schönewerda und Wendelstein aus dem verkleinerten Landkreis Querfurt,
- den Gemeinden Artern/Unstrut, Gehofen, Heygendorf, Kalbsrieth, Mönchpfiffel, Nikolausrieth, Ritteburg, Schönfeld und Voigtstedt aus dem verkleinerten Landkreis Sangerhausen,
- den Gemeinden Bad Frankenhausen/Kyffhäuser, Borxleben, Esperstedt, Göllingen, Günserode, Ichstedt, Oldisleben, Ringleben, Rottleben, Seega, Seehausen, Steinthaleben, Udersleben aus dem verkleinerten Landkreis Sondershausen

und dem neu gebildeten Bezirk Halle zugeordnet.
Am 6. Mai 1990 wurden die ersten freien Kreistagswahlen im Kreis Artern durchgeführt und gleichzeitig der Volksentscheid zur Bundesländerzugehörigkeit (vollständig Sachsen-Anhalt oder Thüringen oder eine Aufteilung des Kreises) durchgeführt. Es wählten 64 % eine vollständige Angliederung an Thüringen, bei einer Beteiligung von 78 % der wahlberechtigten Bevölkerung.
Am 17. Mai 1990 wurde der Kreis in Landkreis Artern umbenannt.
Nach der Wiedervereinigung der beiden deutschen Staaten kam der Landkreis Artern 1990 zum wiedergegründeten Land Thüringen und ging bei der Kreisreform, die am 1. Juli 1994 in Kraft trat, fast komplett im Kyffhäuserkreis auf. Nur die Gemeinden Bilzingsleben und Kannawurf kamen zum Landkreis Sömmerda. Heute bildet der Kreis Artern die östliche Hälfte des aktuellen Kyffhäuserkreises.

### Einwohnerentwicklung
| Jahr      | 1960   | 1971   | 1981   | 1989   |
| Einwohner | 62.258 | 60.027 | 56.428 | 54.274 |

## Wirtschaft
Bedeutende Betriebe im Kreis waren unter anderen:
- VEB Maschinenfabrik Kyffhäuserhütte Artern (KHA)
- VEB Metallkombinat Artern
- VEB Zuckerfabrik Artern
- VEB Zuckerfabrik Oldisleben
- VEB Kaliwerk Heinrich Rau, Roßleben
- VEB Plastmaschinenwerk Wiehe
- VEB Brau- und Malzfabrik Sangerhausen, Werk Artern
- VEB Brauerei und Malzfabrik Artern
- VEB(K) Göllinger Konserven- und Marmeladenfabrik (GÖKOMA)
- VEB Elektro Artern
- VEB Inducal Göllingen (Werk für Induktions-Erwärmungsanlagen)
- VEB Druckerei und Kartonagenfabrik Bad Frankenhausen oder VEB Druckerei und Kartonagenwerk Bad Frankenhausen (VEB Kombinat Chemie und Plastverarbeitung Halle, VEB Elektroanlagen Bad Frankenhausen)
- VEB Fanal Mühlenbauanstalt und Maschinenfabrik Bad Frankenhausen (bis 1946 J. Landgraf & Sohn Mühlenbauanstalt und Maschinenfabrik Frankenhausen (Kyffh.), seit 1970er Jahren Betrieb im Kombinat Kyffhäuserhütte Artern)
- VEB Knopffabrik Bad Frankenhausen (VEB Knopfgalant Bad Frankenhausen), VEB Modische Knöpfe Bad Frankenhausen, Decor-Knopf KG
- VEB Format Bad Frankenhausen (VEB Kombinat Chemie und Plastverarbeitung Halle, staatlicher Zusammenschluss aller Knopfhersteller in Bad Frankenhausen zu einem Betrieb mit 600 Werktätigen, Schließung 1991)
- VEB Kfz-Instandsetzung Bad Frankenhausen
- VEB Kreisbetrieb für Landtechnik, Sitz Bad Frankenhausen (VEB Kombinat für landtechnische Instandhaltung Halle)
- VEB Nahrungs- und Genußmittelbetriebe Bad Frankenhausen
- VEB Obertrikotagen Mülana Werk IV Bad Frankenhausen, VEB Strickmoden Bad Frankenhausen
- VEB OGIS Bad Frankenhausen (VEB Kombinat OGS Halle)
- VEB Technische Gebäudeinstallation Bad Frankenhausen
- VEB Werksteine Bad Frankenhausen[5]

Wichtig war auch seit 1972 die Verlegung des Motschützenregiments 16 von Leipzig nach Bad Frankenhausen.

## Verkehr
Dem überregionalen Straßenverkehr dienten die F 85 von Berga über Bad Frankenhausen nach Weimar sowie die F 86 von Hettstedt über Sangerhausen, Artern nach Straussfurt in Richtung Erfurt.
Der Kreis Artern wurde von den Eisenbahnstrecken Sangerhausen–Artern–Erfurt, Artern–Nebra–Naumburg und Bretleben–Sondershausen erschlossen. Dazu kamen die Nebenstrecken (1) der Kyffhäuser-Kleinbahn, welche bis 1966 die Kreisstadt Artern mit den Ortschaften am Nordrand des Kyffhäusergebirges bis zum Bahnhof Berga-Kelbra an der Strecke Halle – Arenshausen verband; und (2) die Stichstrecke Esperstedt – Oldisleben, welche in der Ortschaft Esperstedt an der Strecke Bretleben – Sondershausen abzweigte und nach 4 km in Oldisleben endete. Alle Bahnstrecken waren wichtig für Arbeitspendler im Personennahverkehr aber auch für den Transport von Zuckerrüben zu den Zuckerfabriken in Artern und Oldisleben.
Nach der Auflösung des Kreises Artern wurde der nördlichste Abschnitt der Bundesautobahn 71 durch die Mitte des ehemaligen Kreisgebietes gebaut. Im Moment funktioniert nur noch die Eisenbahnstrecke Magdeburg – Sangerhausen – Artern – Erfurt, alle anderen Bahnstrecken im ehemaligen Kreisgebiet wurden stillgelegt.

## Gemeinden
Bei seiner Auflösung umfasste der Landkreis Artern folgende 34 Gemeinden:
| Einheitsgemeinden 1. Bad Frankenhausen/Kyffhäuser, Stadt 2. Bottendorf 3. Donndorf 4. Esperstedt 5. Roßleben 6. Schönewerda 7. Wiehe Verwaltungsgemeinschaften * Sitz der Verwaltungsgemeinschaft - 1. Verwaltungsgemeinschaft An der Schmücke 1. Bretleben 2. Etzleben 3. Gorsleben 4. Hauteroda 5. Heldrungen, Stadt * 6. Hemleben 7. Oberheldrungen 8. Oldisleben - 2. Verwaltungsgemeinschaft Kindelbrück 1. Bilzingsleben 2. Kannawurf | - 3. Verwaltungsgemeinschaft Kyffhäuser 1. Göllingen 2. Günserode 3. Rottleben 4. Seega 5. Steinthaleben - 4. Verwaltungsgemeinschaft Mittelzentrum Artern 1. Artern/Unstrut, Stadt * 2. Borxleben 3. Gehofen 4. Heygendorf 5. Ichstedt 6. Kalbsrieth 7. Mönchpfiffel-Nikolausrieth 8. Nausitz 9. Reinsdorf 10. Ringleben 11. Schönfeld 12. Voigtstedt |

1. ↑  Der kreisübergreifenden VG Kindelbrück gehören noch sieben weitere Gemeinden im damaligen Landkreis Sömmerda an, wo sich auch der Sitz befindet.
2. ↑  Der ebenfalls kreisübergreifenden VG Kyffhäuser gehören noch drei weitere Gemeinden im damaligen Landkreis Sondershausen an, wo sich auch der Sitz befindet.

### Veränderungen auf Gemeindeebene
Folgende Veränderungen auf Gemeindeebene gab es während des Bestehens des Kreises Artern:
- Auflösung der Gemeinden Mönchpfiffel und Nikolausrieth – Zusammenschluss zur Gemeinde Mönchpfiffel-Nikolausrieth (1. Januar 1957)
- Auflösung der Gemeinde Ritteburg – Eingemeindung nach Kalbsrieth (1. Januar 1973)
- Auflösung der Gemeinde Seehausen – Eingemeindung nach Bad Frankenhausen/Kyffhäuser (1. Januar 1973)
- Auflösung der Gemeinde Sachsenburg – Eingemeindung nach Oldisleben (1. Januar 1974)
- Auflösung der Gemeinde Langenroda – Eingemeindung nach Wiehe (25. März 1994)
- Auflösung der Gemeinde Udersleben – Eingemeindung nach Bad Frankenhausen/Kyffhäuser (9. April 1994)

### Veränderungen bei Verwaltungsgemeinschaften
- Gründung der Verwaltungsgemeinschaft An der Schmücke (8. Juni 1993)[6]
- Erweiterung der Verwaltungsgemeinschaft Kindelbrück um die Gemeinden Bilzingsleben und Kannawurf (26. Juni 1993)[7]
- Gründung der Verwaltungsgemeinschaft Helme-Unstrutaue (20. August 1993)[8]
- Gründung der Verwaltungsgemeinschaft Artern-Reinsdorf (25. November 1993)[9]
- Gründung der Verwaltungsgemeinschaft Kyffhäuser (8. März 1994)[10]
- Erweiterung der Verwaltungsgemeinschaft An der Schmücke um die Gemeinden Bretleben und Oldisleben (18. Juni 1994)[11]
- Erweiterung der Verwaltungsgemeinschaft Artern-Reinsdorf um die Mitgliedsgemeinden der aufgelösten Verwaltungsgemeinschaften Helme-Unstrutaue (außer Donndorf) und Ringleben und Umbenennung in Verwaltungsgemeinschaft Mittelzentrum Artern (30. Juni 1994)[12]

## Kfz-Kennzeichen
Den Kraftfahrzeugen (mit Ausnahme der Motorräder) und Anhängern wurden von etwa 1974 bis Ende 1990 dreibuchstabige Unterscheidungszeichen, die mit den Buchstabenpaaren KA und VA begannen, zugewiesen. Die letzte für Motorräder genutzte Kennzeichenserie war VE 35-01 bis VE 99-99.
Davor und auch noch danach gab es Kennzeichen mit 2 Buchstaben und 4 Ziffern wie folgt:
| Artern (ART)                        |    |       |       |
|                                     |    | von   | bis   |
| KRAD                                | KC | 00-01 | 40-00 |
| KRAD                                | KF | 30-01 | 52-20 |
| KRAD                                | KG | 00-01 | 02-65 |
| KRAD                                | KG | 80-01 | 85-00 |
| KRAD                                | VB | 00-01 | 20-00 |
| KRAD                                | VC | 00-01 | 10-00 |
| KRAD                                | VC | 90-01 | 99-99 |
| KRAD                                | VE | 35-01 | 99-99 |
| PKW                                 | KA | 88-66 | 91-50 |
| PKW                                 | KB | 00-01 | 20-00 |
| PKW                                 | KH | 00-01 | 05-90 |
| PKW                                 | VE | 00-01 | 15-00 |
| PKW                                 | VK | 00-01 | 10-00 |
| PKW                                 | VR | 00-01 | 05-00 |
| PKW                                 | VX | 70-01 | 75-00 |
| LKW, Traktor, Bus, Spezialmaschinen | KD | 00-01 | 02-65 |
| LKW, Traktor, Bus, Spezialmaschinen | KP | 00-01 | 20-00 |
| LKW, Traktor, Bus, Spezialmaschinen | KR | 20-01 | 31-15 |

Anfang 1991 erhielt der Landkreis das Unterscheidungszeichen ART. Es wurde bis zum 31. Januar 1995 ausgegeben. Seit dem 29. November 2012 ist es im Kyffhäuserkreis erhältlich.